# Andrés Vargas Peña
Andrés Vargas Peña (Villa de la Paz, estado de San Luis Potosí, 6 de dezembro de 1946) é um clérigo católico romano mexicano e bispo de Xochimilco.

## Biografia
Andrés Vargas Peña frequentou os cursos de filosofia e teologia no Seminário de San Luis Potosí. Recebeu o sacramento da ordenação para a Arquidiocese de San Luis Potosí em 12 de outubro de 1973. Posteriormente, obteve a licenciatura em filosofia na Pontifícia Universidade Gregoriana.
Durante o seu ministério sacerdotal desempenhou os seguintes cargos: Professor e Diretor Espiritual do Seminário Maior de San Luis Potosí, Pároco, Vigário Episcopal para a Pastoral, Diretor da Escola Arquidiocesana de Teologia para Leigos. Além disso, era membro do Colégio de Consultores, Membro do Conselho Presbiteral, Membro do Colégio de Decanos e Assistente para a formação permanente dos sacerdotes ordenados nos últimos anos.
Em 22 de junho de 2010, o Papa Bento XVI o nomeou bispo titular de Utimmira e bispo auxiliar na Cidade do México. O Arcebispo da Cidade do México, Cardeal Norberto Rivera Carrera, ordenou Vargas e Adolfo Miguel Castaño Fonseca bispos em 30 de julho do mesmo ano, na Basílica de Nossa Senhora de Guadalupe; os co-consagradores foram o Núncio Apostólico no México, Dom Christophe Pierre, e o Arcebispo de San Luis Potosí, Luis Morales Reyes.
Desde o início do seu ministério episcopal esteve a cargo do Vicariato VIII, coincidindo com o território da futura diocese de Xochimilco, criada pelo Papa Francisco em 28 de setembro de 2019, sendo nomeado seu primeiro bispo na mesma data. A posse ocorreu em 5 de novembro de 2019.